# Diplostichum jamesonii
Diplostichum jamesonii là một loài rêu trong họ Eustichiaceae. Loài này được Taylor H. Rob. mô tả khoa học đầu tiên năm 1975.